# Le Bal de la victoire (téléfilm)
Le Bal de la victoire (The Affair at the Victory Ball) est un téléfilm britannique de la série télévisée Hercule Poirot, réalisé par Renny Rye, sur un scénario de Andrew Marshall, d'après la nouvelle L'Affaire du bal de la Victoire, d'Agatha Christie.
Ce téléfilm, qui constitue le 29e épisode de la série, a été diffusé pour la première fois le 3 mars 1991 sur le réseau d'ITV.

## Synopsis
Poirot et Hastings se rendent au Bal de la Victoire. Tout le monde doit se déguiser en une personne connue, Poirot décide donc de se déguiser en lui-même. Coco Courtney, actrice à la BBC, et son ami le Vicomte Cronshaw sont aussi de la partie avec leurs amis, tous déguisés en personnages de la Commedia dell'arte. Plus tard dans la soirée, on découvre le cadavre du Vicomte, poignardé, un pompon dans la main. Faisant la une des journaux, Poirot doit résoudre l'enquête pour sauver sa réputation.

## Fiche technique
- Titre français : Le Bal de la victoire
- Titre original : The Affair at the Victory Ball
- Réalisation : Renny Rye
- Scénario : Andrew Marshall, d'après la nouvelle L'Affaire du bal de la Victoire (1923) d'Agatha Christie
- Décors : Mike Oxley
- Costumes : Elizabeth Waller
- Photographie : Norman Langley
- Montage : Frank Webb
- Musique originale : Christopher Gunning
- Casting : Rebecca Howard
- Production : Brian Eastman
  - Production déléguée : Nick Elliott
- Sociétés de production : Carnival Films, London Weekend Television
- Durée : 50 minutes
- Pays d'origine :  Royaume-Uni
- Langue originale : Anglais
- Genre : Policier
- Ordre dans la série : 29e - (10e épisode de la saison 3)
- Première diffusion :
  -  Royaume-Uni : 3 mars 1991 sur le réseau d'ITV

## Distribution
- David Suchet (VF : Roger Carel) : Hercule Poirot
- Hugh Fraser (VF : Jean Roche) : Capitaine Arthur Hastings
- Philip Jackson (VF : Claude d'Yd) : Inspecteur-chef James Japp
- Pauline Moran (VF : Laure Santana) : Miss Felicity Lemon
- Mark Crowdy : Vicomte Cronshaw
- David Henry : Eustace Beltaine
- Haydn Gwynne : Coco Courtney
- Nathaniel Parker : Chris Davidson
- Natalie Slater : Mrs Davidson
- Kate Harper : Mrs Mallaby
- Andrew Burt (VF : Bernard Tiphaine) : James Ackerley
- Charles Collingwood : le présentateur de la BBC
- Brian Mitchell : un acteur
- Sarah Crowden : la réceptionniste
- Bryan Matheson : le majordome